# 科紹韋
47°33′27″N 33°25′54″E / 47.55750°N 33.43167°E
科紹韋（烏克蘭語：Кошове），是烏克蘭中部的村莊，隸屬第聶伯羅彼得羅夫斯克州的克里維里赫區。該村距離韋謝拉達恰2公里，海拔高度83米，2001年人口165。